# Робеко Павезе
Робѐко Павѐзе (на италиански: Robecco Pavese; на ломбардски: Rubech, Рубек) е село и община в Северна Италия, провинция Павия, регион Ломбардия. Разположено е на 75 m надморска височина. Населението на общината е 520 души (1 януари 2023).